# Liberalizzazione del trasporto ferroviario
La liberalizzazione del trasporto ferroviario è quel processo legislativo che, nel tempo, ha introdotto nei vari Stati europei e del mondo il principio per cui una pluralità di operatori (imprese ferroviarie) utilizzano le stesse infrastrutture ferroviarie, adeguandosi ai principi del liberalismo economico. Tale processo, per quanto riguarda gli Stati membri dell'Unione europea, è partito con l'emanazione della direttiva europea 440/1991 (recepita in Italia con il D.lgs 146/99), ma è ancora in evoluzione, tanto che sono seguite altre direttive europee di settore (dette per semplicità Primo e Secondo pacchetto ferroviario) che hanno normato ulteriori aspetti tecnici e giuridici specifici. Allo stato attuale lo schema giuridico generale della liberalizzazione ferroviaria in Italia è principalmente normato dal D.lgs 188/2003 (abrogato dal D.lgs 112/2015), quale recepimento delle direttive europee 2001/12/CE, 2001/13/CE e 2001/14/CE.

## La direttiva europea
La direttiva CEE n. 440 del 1991 ha posto le basi per una sostanziale riorganizzazione del sistema ferroviario europeo, la cui struttura era stabile da molti decenni e vedeva operare in ciascuna nazione aziende ferroviarie statali (e quindi monopoliste), spesso dipendenti dal Ministero dei Trasporti, affiancate da società private operanti su tratte minori spesso in regime di concessione.
Questa struttura si era determinata agli inizi del XX secolo – da una parte – perché l'importanza strategica (militare ed economica) del sistema ferroviario e – dall’altra – la difficoltà delle imprese private preesistenti a sostenersi con i soli ricavi da traffico (garantendo nel contempo un adeguato livello di manutenzione di infrastrutture e rotabili) avevano spinto gli stati a nazionalizzare le ferrovie.
La direttiva invece, imponendo la separazione contabile tra la gestione dell'infrastruttura e quella dei servizi di trasporto, ha posto le basi per la liberalizzazione e l'apertura alla concorrenza del mercato del trasporto ferroviario.
Oltre alla direttiva del 1991 negli anni sono state approvate altre direttive (i cosiddetti Pacchetti Ferroviari) che hanno ampliato la liberalizzazione ferroviaria arrivando alla situazione attuale.
L'intenso processo di liberalizzazione del settore inizia con il primo pacchetto ferroviario (2001): si introduce il principio della regolamentazione del pagamento per l'accesso alla rete e si enunciano principi in tema di regolazione e assegnazione dei diritti di accesso (disciplina per il rilascio, proroga e modifica delle licenze per le imprese ferroviarie; identificazione di un soggetto o Autorità che si occupi della ripartizione della capacità ferroviaria attraverso l'assegnazione delle tracce orarie secondo principi di equità, non discriminazione, efficacia ed efficienza; identificazione dei requisiti per configurare determinate aziende come imprese ferroviarie e le modalità da utilizzare per l'assegnazione delle tracce da parte del gestore della rete). Uno degli elementi di maggiore innovazione è costituito dall'introduzione nei sistemi ferroviari europei del regime dei canoni di accesso alla rete. È proprio tale regime a dover permettere infatti un'ampia liberalizzazione, consentendo l'utilizzo delle reti da parte di una molteplicità di operatori, nazionali e stranieri, in concorrenza tra loro.
Il principio del pagamento dei canoni per l'utilizzo della rete ferroviaria viene introdotto non solo per consentire una ampia liberalizzazione ma anche per consentire al gestore la copertura di almeno una parte dei costi di gestione, dando la possibilità agli Stati di diminuire significativamente l'ammontare dei sussidi stanziati ogni anno.
Nel 2004 viene approvato il secondo pacchetto ferroviario che riguarda l'interoperabilità, la sicurezza e lo sviluppo del settore ferroviario europeo, nonché l'istituzione di un'Agenzia ferroviaria europea.
Il terzo pacchetto ferroviario, approvato nel 2007, porta cambiamenti in tre diversi settori. A partire dall'inizio del 2010 ha luogo una prima apertura del mercato nel traffico viaggiatori ferroviario internazionale: alle imprese è consentito effettuare trasporti transfrontalieri, ma non interni a un Paese estero (divieto di cabotaggio). Si introducono determinati diritti per i viaggiatori e si migliorano altri: le imprese di trasporto hanno degli obblighi nei confronti di passeggeri e bagagli come pure in caso di ritardi e nell'assistenza alle persone con mobilità ridotta. A livello europeo è introdotta una licenza unitaria per i macchinisti, che quindi non dovranno più essere sostituiti alle frontiere.
Il trasporto merci è stato interessato dalla liberalizzazione in anticipo rispetto a quello passeggeri.

## Caratteristiche
Le regole sono diverse a seconda che si tratti di trasporto merci, trasporto passeggeri internazionale o trasporto passeggeri nazionale.
I modelli di concorrenza applicabili in sede di liberalizzazione del mercato possono essere riconducibili a due fattispecie: la “concorrenza per il mercato”, ovvero la competizione tra più soggetti per accedere a un mercato che, una volta conquistato, viene temporaneamente gestito in esclusiva da chi “è prevalso”, e la “concorrenza nel mercato”, vale a dire la compresenza di più operatori in competizione sullo stesso mercato.
Mentre la “concorrenza per il mercato” garantisce un pluralismo di imprese che partecipano ad una gara per l'accesso al mercato, la “concorrenza nel mercato” garantisce un pluralismo di imprese che operano contemporaneamente sullo stesso mercato.
Se nel primo caso la concorrenza è garantita “una tantum”, a scadenze più o meno ravvicinate indicate nel periodo di esclusiva incluso nel contratto messo a gara, la “concorrenza nel mercato” prefigura una competizione permanente.
In linea generale, se esistono vincoli di capacità infrastrutturale, come nel caso del trasporto ferroviario, o pochi margini per la sopravvivenza economica di più imprese sullo stesso mercato, la “concorrenza per il mercato” può essere la soluzione preferibile. Questa alternativa è stata individuata come prefigurabile per l'Italia nell'ambito del trasporto regionale.
L'esistenza di “economie di densità” limita la possibilità di avere molte imprese ferroviarie in competizione tra loro sullo stesso mercato (da intendersi come tratta con la stessa origine-destinazione) e quindi limitare le tratte sulle quali è possibile una “concorrenza nel mercato”; la possibilità della concorrenza va quindi vista in relazione alla dimensione del mercato e alla scala minima efficiente delle operazioni.
Per cogliere i benefici delle economie di densità l'opzione della concorrenza per il mercato è più facilmente praticabile e permette, in presenza di una adeguata regolazione, la presenza di almeno una impresa ferroviaria lì dove la densità di traffico (la domanda quindi, numero di passeggeri che viaggiano su una tratta) non è sufficientemente elevata da garantirne la sostenibilità economica.
Un ulteriore rischio che si può correre con una concorrenza nel mercato non opportunamente regolata è il cream skimming. Per ovviare a tale fallimento del mercato il regolatore può intervenire introducendo un obbligo di servizio pubblico per consentire la continuità o il rispetto di determinate caratteristiche del servizio (è il caso di servizi contrattualizzati con lo Stato con "contratti di servizio pubblico" per il "servizio universale" su tratte a media e lunga percorrenza).

## Italia

### La riorganizzazione

#### Ferrovie dello Stato
Lo stato italiano ha recepito la direttiva che ha portato alla separazione dei vari rami di attività di competenza delle Ferrovie dello Stato (FS).
Per le Ferrovie dello Stato la gestione del servizio passeggeri è stata data in carico a Trenitalia mentre la gestione delle linee ferroviarie (già FS) è stata assegnata ad un gestore dell'infrastruttura, Rete Ferroviaria Italiana (RFI); Trenitalia e RFI sono controllate al 100% da Ferrovie dello Stato, la Holding.
RFI ha tra i suoi compiti principali la manutenzione, la gestione della circolazione, l'assegnazione della capacità ferroviaria (in termini di tracce orarie o slot), la riscossione dei diritti di circolazione e l'attività di controllo delle società operatrici di servizi (imprese ferroviarie) per ciò che concerne la sicurezza della circolazione.
Il Prospetto Informativo di Rete (PIR) è un documento la cui funzione è quella di regolare i rapporti tra le imprese ferroviarie e il gestore dell'infrastruttura (in Italia è Rete Ferroviaria Italiana). Nel PIR sono elencate le caratteristiche delle linee e degli impianti ferroviari e le tariffe per poter utilizzare le infrastrutture ferroviarie.
L'Ufficio per la Regolazione dei Servizi Ferroviari è un organismo del Ministero delle Infrastrutture e dei Trasporti deputato a vigilare sulla concorrenza nel trasporto ferroviario ed è deputato a risolvere eventuali contenziosi.
Sia Trenitalia che i vari gestori privati operanti sulle tratte ferroviarie sono tenuti a pagare a RFI dei diritti per l'utilizzo delle linee e dei servizi al gestore dell'infrastruttura.

#### Ferrovie in concessione
Le ferrovie concesse sono state affidate alle rispettive regioni di appartenenza diventando ferrovie regionali.
Il decreto ministeriale n. 28T del 5/8/2005 disciplina le reti ex concesse che si interconnettono con la rete statale RFI. Questo decreto prevede che, come sulla rete RFI, possano circolare più imprese ferroviarie sulla stessa infrastruttura.
Nel settembre 2010 la prima impresa ferroviaria a viaggiare su una rete regionale è stata Trenitalia, effettuando con il suo Frecciarossa il servizio AV Napoli Centrale - Malpensa aeroporto, che si trova sulla rete di Ferrovienord.

### Il trasporto passeggeri

#### Il servizio regionale
I servizi di trasporto ferroviario locale a livello regionale su rete statale RFI rimangono di competenza esclusiva delle regioni che li affidano in base a Contratti di servizio a imprese ferroviarie (anche pubbliche e anche se già esercenti di tratte regionali, purché in possesso di licenza di esercizio e copertura finanziaria) mediante pubblica gara (facoltativa) con contratti aventi durata pluriennale limitata. Solo alcune regioni tuttavia hanno adottato il sistema dell'affidamento tramite gara, nelle altre il servizio viene esercito da Trenitalia (affidamento in house o diretto).
Già in base al Decreto Legislativo 422/97 le singole Regioni potevano affidare direttamente i servizi ferroviari alle imprese ferroviarie presenti sul mercato (purché in possesso del titolo autorizzatorio, (D.Lgs. 188/2003 art 3), ovvero della apposita licenza valida in ambito nazionale rilasciata con le procedure previste dallo stesso decreto) o decidere per l'affidamento con gara. Lo stesso Decreto stabiliva che dal 1º gennaio 2008 subentrasse l'obbligo di gara, tuttavia la Legge 99/2009 ha successivamente stabilito che la gara non fosse più obbligatoria seguendo il principio di armonizzazione con il regolamento EU n. 1370/2007).
Nel 2012 il Decreto "Cresci Italia" (D.L. 24/01/2012 n. 1 art. 25, comma 1, lett. b, n.4.1) ha esteso anche al settore ferroviario l'obbligo di ricorrere esclusivamente a procedure di gara per l'affidamento dei servizi pubblici locali; tuttavia la sentenza della Corte Costituzionale 199/2012 ha dichiarato incostituzionale tale scelta e la materia del TPL è tornata, quindi, ad essere integralmente disciplinata dalla normativa esistente prima del Cresci Italia. Ad oggi le regioni hanno la facoltà di ricorrere all'affidamento diretto.
Nel servizio regionale quindi, la concorrenza, si verifica a livello della gara (solo se prevista): la concorrenza è quindi per il mercato.
La capacità ferroviaria necessaria all'effettuazione di servizi di trasporto passeggeri regionale non viene richiesta dall'impresa ferroviaria affidataria bensì dalla regione cui compete, preventivamente rispetto all'effettuazione della gara di affidamento.
Tuttavia su singole linee regionali possono circolare in aggiunta all'impresa ferroviaria che ha firmato il contratto di servizio con la regione altre imprese (se non compromettono l'economia del servizio sovvenzionato) che quindi effettuano un servizio privato (non oggetto di regolamentazione con la regione competente) non coperto da contributi pubblici.

#### Il servizio a media/lunga percorrenza sussidiato
Il servizio passeggeri non-locale (media e lunga percorrenza, alta velocità) può essere sussidiato in alcuni casi (ad esempio gli Espressi nord-sud regolati da un contratto di servizio tra lo stato italiano e Trenitalia; la gara per questi servizi non è obbligatoria). In questo caso la regolamentazione è del tutto simile a quella del servizio regionale con la differenza che l'ente pubblico è lo stato e non la regione.

#### Il servizio a media/lunga percorrenza a mercato
L'organizzazione del servizio passeggeri non-locale (media e lunga percorrenza, alta velocità) non sussidiato è compito delle imprese ferroviarie, il cui status deve essere garantito dal possesso di una licenza ferroviaria e dalla disponibilità di materiale rotabile omologato e dotato di certificato di sicurezza.
Questi servizi ferroviari non sono coperti da contributi pubblici.
Nei tempi prestabiliti le varie imprese ferroviarie richiedono ai gestori dell'infrastruttura l'assegnazione di capacità ferroviaria per effettuare servizi passeggeri non-locali.
Nel servizio a lunga percorrenza quindi, la concorrenza, si verifica in modo continuativo (ad esempio lungo una linea ferroviaria ad alta velocità nello stesso giorno due imprese ferroviarie distinte effettuano lo stesso tragitto; la differenza risiede nei servizi offerti a bordo, nelle stazioni intermedie servite, ...): la concorrenza è quindi nel mercato.

### Il trasporto merci
La prima società che ha effettuato un trasporto ferroviario merci grazie alla liberalizzazione è stata la società Ferrovie Nord Milano Esercizio nel 2001.
Nel 2008 Trenitalia Cargo ha effettuato l'88,7% sul totale delle percorrenze di treni merci su rete statale RFI.

### Esempi di liberalizzazione

#### Arenaways
Arenaways era una società privata italiana che effettuava servizio internazionale in collaborazione con le ferrovie tedesche DB e in collaborazione con la Euro Express Train Charter (EETC). Nel territorio italiano, il servizio ferroviario veniva effettuato su ferrovie statali RFI e non è in concorrenza con altre imprese ferroviarie.
Arenaways gestiva anche un servizio ferroviario (non coperto da contributi pubblici in quanto servizio aggiuntivo a quello oggetto di contratto di servizio con la regione) a media percorrenza tra Torino e Milano sempre su rete statale RFI. Il servizio prevedeva la prenotazione del posto obbligatoria. Arenaways era quindi in parziale concorrenza con Trenitalia.
Dal 1º agosto 2011 il servizio è sospeso in seguito all'istanza di fallimento.

#### Gli EuroCity DB-ÖBB
Dall'inizio dell'orario invernale del 2009, Österreichische Bundesbahnen (ÖBB) congiuntamente con Deutsche Bahn (DB) svolge un servizio ferroviario internazionale (EuroCity) tra Monaco di Baviera e alcune città italiane, come Verona, Venezia e Bologna.
In Italia, il servizio viene effettuato sulla rete statale, grazie all'impiego del personale di Trenord (in precedenza LeNord), società che ha chiesto le tracce alle autorità italiane competenti per conto delle due imprese ferroviarie. Per quanto riguarda il trasporto internazionale, le linee EuroCity non sono in concorrenza con alcuna società, mentre per il servizio interno italiano esse sono in concorrenza con i servizi a lunga percorrenza di Trenitalia. A partire dal dicembre 2011, tuttavia, a seguito di un accordo con quest'ultima impresa ferroviaria e a seguito dell'intervento dell'Ufficio per la regolazione dei servizi ferroviari (URSF), alla cooperazione DB-ÖBB non è concessa la vendita di biglietti nelle relazioni comprese all'interno dei territori delle regioni Veneto ed Emilia-Romagna.

#### Trenitalia-LeNord-ATM
Nel 2004 la Regione Lombardia ha bandito una gara per l'effettuazione per 9 anni del servizio passeggeri lungo la linea S5 (che rappresenta circa il 6% dei servizi ferroviari regionali) di proprietà statale del servizio ferroviario suburbano di Milano.
Hanno presentato domanda di partecipazione alla gara 9 imprese ferroviarie (4 straniere), sono state presentate due offerte delle quali però una sola valida. La gara è stata quindi "vinta" nel 2005 dall'unica offerta valida presentata. L'impresa è una ATI composta da Trenitalia, LeNord e ATM.
Il servizio è iniziato nel 2008.

#### Trenitalia-Sistemi Territoriali
Nel 2003 la Regione Veneto ha indetto una gara per l'affidamento per 6 anni del servizio ferroviario regionale delle province di Vicenza, Verona, Belluno e Rovigo. La gara è stata "vinta" dall'unica offerta presentata dell'ATI composta da Trenitalia (mandataria) e da Sistemi Territoriali. L'ATI gestisce il servizio dall'11 dicembre 2005. Nei fatti non è cambiato il gestore del servizio: Trenitalia ha continuato a gestire il servizio sulle linee RFI mentre Sistemi Territoriali ha continuato a gestire il servizio sulla Mestre-Adria.

#### Nuovo Trasporto Viaggiatori
È una società per azioni italiana che opera nel campo dei trasporti ferroviari ad alta velocità.
Per l'espletamento dei suoi servizi utilizza treni Alstom AGV (ETR 575). Le officine, lo stabilimento per la manutenzione del materiale rotabile e il deposito sono situati a Nola, in Campania.

#### SAD Società Automobilistica Dolomiti
Impresa ferroviaria della Provincia di Bolzano, che opera in Alto Adige, nei bacini di Bolzano, Merano, Val Pusteria e Val Venosta, in collaborazione con Trenitalia. Effettua servizi con proprio materiale Stadler Flirt ETR150 e ETR170, e proprio personale su rete RFI, sulle relazioni Bolzano-Merano e Fortezza-S. Candido.

#### Trentino Trasporti
Impresa di trasporti ferro-gomma della Provincia di Trento. Oltre che gestire la propria linea ferroviaria Trento-Marilleva (ex Ferrovia Trento-Malè), dal 2013 espleta servizi sulla relazione Trento-Bassano con proprio personale e veicoli Alstom Coradia Diesel (famiglia Minuetto) nei propri colori sociali.

## Germania
In Germania circa il 15/20% del trasporto ferroviario regionale è stato messo a gara con lotti di piccole e medi dimensioni. Il precedente gestore monopolistico DB Regio ha perso circa la metà delle gare.